# Hyphessobrycon tortuguerae

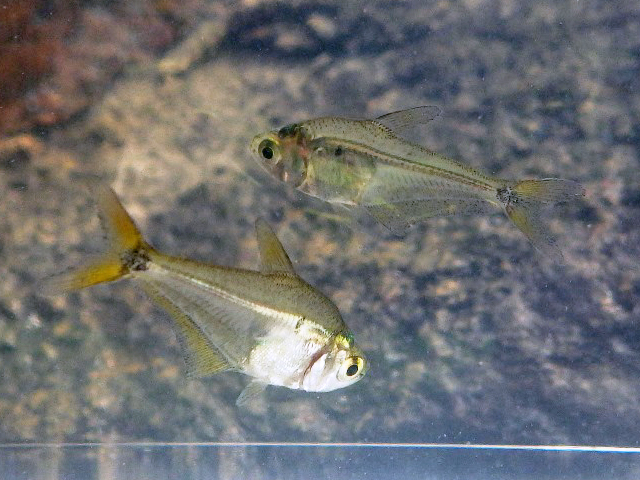

Hyphessobrycon tortuguerae és una espècie de peix de la família dels caràcids i de l'ordre dels caraciformes.

## Morfologia
- Els mascles poden assolir 3,9 cm de llargària total.[4]

## Alimentació
Menja insectes.

## Hàbitat
Viu a àrees de clima tropical entre 24 °C - 30 °C de temperatura.

## Distribució geogràfica
Es troba a Centreamèrica: vessant atlàntic entre el riu Patuca (Hondures) i els rius San Juan i Tortuguero (nord de Costa Rica).